# Red Bull-Bora-Hansgrohe
O Red Bull-Bora-Hansgrohe (código UCI: RBH) é um equipa de ciclismo profissional alemão de categoria UCI WorldTeam (máxima categoria de equipas ciclistas). Participa do UCI WorldTour bem como de algumas corridas do Circuito Continental principalmente as do UCI Europe Tour.

## História
Criado como equipa Continental no 2010, e sem obter maiores sucessos desde a sua criação, em janeiro de 2012, anunciou-se que a equipa era convidada ao Giro d'Italia, o qual causou muita surpresa. Em março, obtiveram a primeira vitória de importância em sua história ao conseguir as duas primeiras posições na Settimana Coppi e Bartali (categoria 2.1) por meio de Jan Bárta e Bartosz Huzarski, além de ganhar a contrarrelógio por equipas. No Giro, conquanto culminaram na posiçãa 20 de 22 equipas, conseguiram 2 segundos postos nas etapas 10 e 14, com Bartosz Huzarski e Jan Bárta. A princípios de setembro de 2012 anunciou-se a fusão com a equipa Continental britânico Endura Racing, passando a chamar-se a equipa NetApp-Endura. A licença continua sendo alemã e o modelo foi reforçado com 8 ciclistas da equipa britânica: Iker Camaño, Zakkari Dempster, Russell Downing, René Mandri, Jonathan McEvoy, Erick Rowsell, Scott Thwaites e Paul Voss
A partir da temporada de 2015 a equipa denominou-se Team Bora-Argon 18, de maneira que o patrocínio recayó totalmente numa empresa alemã denominada Bora Lüftungstechnik GmbH, fabricante de placas de cozinha e de extracção de fumaças, arraigada em Raubling (Baviera); O contrato é por cinco anos e inclui o salto ao World Tour em 2017. O segundo patrocinador principal é Argon 18, uma marca canadiana de bicicletas.
A partir do ano 2017, a equipa sobe à máxima categoria UCI ProTeam com o patrocínio de Hansgrohe, empresa fabricante de sanitários e de fornecimentos para banhos. A equipa centrar-se-á nas Grandes Voltas, por um lado, bem como nas clássicas. Para conseguir estes objetivos têm conseguido contratar ao duplo campeão mundial Peter Sagan.

## Corredor melhor classificado nas Grandes Voltas
| Ano  | Giro d'Italia       | Tour de France        | Volta a Espanha          |
| ---- | ------------------- | --------------------- | ------------------------ |
| 2010 | -                   | -                     | -                        |
| 2011 | -                   | -                     | -                        |
| 2012 | 65.º Jan Bárta      | -                     | -                        |
| 2013 | -                   | -                     | 9.º Leopald König        |
| 2014 | -                   | 7.º Leopald König     | -                        |
| 2015 | -                   | 25.º Jan Bárta        | -                        |
| 2016 | -                   | 21.º Emanuel Buchmann | 54.º José Mendes         |
| 2017 | 16.º Patrick Konrad | 15.º Emanuel Buchmann | 39.º Rafał Majka         |
| 2018 | 7.º Patrick Konrad  | 19.º Rafał Majka      | 12.º Emanuel Buchmann    |
| 2019 | 6.º Rafał Majka     | 4.º Emanuel Buchmann  | 6.º Rafał Majka          |
| 2020 | 8.º Patrick Konrad  | 33.º Lennard Kämna    | 9.º Felix Großschartner  |
| 2021 | 32.º Matteo Fabbro  | 5.º Wilco Kelderman   | 10.º Felix Großschartner |
| 2022 | 1.º Jai Hindley     | ·                     | ·                        |

## Material ciclista
A equipa usa bicicletas da Specialized e equipamento Le Col.

## Classificações UCI
A partir de 2005 a UCI instaurou os Circuitos Continentais da UCI, onde a equipa está desde que se criou em 2010, registado dentro do UCI Europe Tour. Estando nas classificações do UCI Europe Tour Ranking, UCI Aia Tour Ranking, UCI Africa Tour Ranking e UCI América Tour Ranking. As classificações da equipa e do seu ciclista mais destacado são as seguintes:
| Temporada                | Classificação por equipas | Melhor corredor em a classificação individual | Posição |
| 2009-2010 (Asia Tour)    | 54.º                      | Andreas Schillinger                           | 208.º   |
| 2009-2010 (Europe Tour)  | 33.º                      | Andreas Schillinger                           | 155.º   |
| 2010-2011 (Africa Tour)  | 8.º                       | Daryl Impey                                   | 18.º    |
| 2010-2011 (Asia Tour)    | 55.º                      | Robert Retschke                               | 254.º   |
| 2010-2011 (Europe Tour)  | 29.º                      | Leopold König                                 | 66.º    |
| 2011-2012 (America Tour) | 23.º                      | Leopold König                                 | 45.º    |
| 2011-2012 (Asia Tour)    | 57.º                      | Grischa Janorschke                            | 188.º   |
| 2011-2012 (Europe Tour)  | 9.º                       | André Schulze                                 | 13.º    |
| 2012-2013 (America Tour) | 18.º                      | Leopold König                                 | 96.º    |
| 2012-2013 (Asia Tour)    | 39.º                      | Ralf Matzka                                   | 106.º   |
| 2012-2013 (Europe Tour)  | 16.º                      | Jan Bárta                                     | 13.º    |
| 2012-2013 (Oceania Tour) | 8.º                       | Zakkari Dempster                              | 24.º    |
| 2013-2014 (America Tour) | 12.º                      | Tiago Machado                                 | 58.º    |
| 2013-2014 (Asia Tour)    | 31.º                      | Daniel Schorn                                 | 129.º   |
| 2013-2014 (Europe Tour)  | 9.º                       | Sam Bennett                                   | 11.º    |
| 2013-2014 (Oceania Tour) | 11.º                      | Zakkari Dempster                              | 48.º    |
| 2015 (Europe Tour)       | 16.º                      | Sam Bennett                                   | 21.º    |
| 2015 (Asia Tour)         | 47.º                      | Sam Bennett                                   | 125.º   |
| 2015 (América Tour)      | 35.º                      | Paul Voss                                     | 278.º   |
| 2016 (Europe Tour)       | 10.º                      | Sam Bennett                                   | 26.º    |
| 2016 (Asia Tour)         | 17.º                      | Phil Bauhaus                                  | 80.º    |
| 2016 (América Tour)      | 21.º                      | Emanuel Buchmann                              | 107.º   |

A partir de 2017 a equipa passou a fazer parte do UCI WorldTour.
| Ano  | Classificação por equipas | Melhor corredor       | Posição |
| 2017 | 8.º                       | Peter Sagan           | 4.º     |
| 2018 | 3.º                       | Peter Sagan           | 2.º     |
| 2019 | 2.º                       | Pascal Ackermann      | 7.º     |
| 2020 | 6.º                       | Maximilian Schachmann | 14.º    |
| 2021 | 7.º                       | Maximilian Schachmann | 22.º    |

## Palmarés
Para anos anteriores, ver Palmarés da Bora-Hansgrohe

### Palmarés de 2022

#### UCI WorldTour
| Datas       | Corridas                            | Vencedor         |
| 27 de março | Volta à Catalunha                   | Sergio Higuita   |
| 30 de abril | 4.ª etapa do Volta à Romandia       | Sergio Higuita   |
| 1 de maio   | 5.ª etapa do Volta à Romandia (CRI) | Aleksandr Vlasov |
| 1 de maio   | Volta à Romandia                    | Aleksandr Vlasov |
| 1 de maio   | Grande Prêmio de Frankfurt          | Sam Bennett      |
| 10 de maio  | 4.ª etapa do Giro d'Italia          | Lennard Kämna    |
| 15 de maio  | 9.ª etapa do Giro d'Italia          | Jai Hindley      |
| 29 de maio  | Giro d'Italia                       | Jai Hindley      |

#### UCI ProSeries
| Datas           | Corridas                                   | Vencedor         |
| 4 de fevereiro  | 3.ª etapa da Volta à Comunidade Valenciana | Aleksandr Vlasov |
| 6 de fevereiro  | Volta à Comunidade Valenciana              | Aleksandr Vlasov |
| 20 de fevereiro | 5.ª etapa da Volta à Andaluzia             | Lennard Kämna    |
| 20 de fevereiro | 5.ª etapa da Volta ao Algarve              | Sergio Higuita   |
| 20 de abril     | 3.ª etapa do Tour dos Alpes                | Lennard Kämna    |
| 27 de maio      | 4.ª etapa do Tour da Noruega               | Marco Haller     |

#### Circuitos Continentais da UCI
| Datas      | Circuito                | Corridas        | Vencedor    |
| 22 de maio | UCI Europe Tour de 2022 | Volta a Colónia | Nils Politt |

#### Campeonatos nacionais
| Datas           | Corridas                          | Vencedor       |
| 13 de fevereiro | Campeonato da Colômbia em Estrada | Sergio Higuita |

## Elenco
Para anos anteriores ver Elencos da Bora-Argon 18

### Elenco de 2022
| Corredor              | Nascimento | Nacionalidade | Equipa de 2021                     |
| Giovanni Aleotti      | 25/05/1999 | Itália        | Bora-Hansgrohe                     |
| Shane Archbold        | 02/02/1989 | Nova Zelândia | Deceuninck-Quick Step              |
| Cessar Benedetti      | 03/08/1987 | Polónia       | Bora-Hansgrohe                     |
| Sam Bennett           | 16/10/1990 | Irlanda       | Deceuninck-Quick Step              |
| Emanuel Buchmann      | 18/11/1992 | Alemanha      | Bora-Hansgrohe                     |
| Matteo Fabbro         | 10/04/1995 | Itália        | Bora-Hansgrohe                     |
| Patrick Gamper        | 18/02/1997 | Áustria       | Bora-Hansgrohe                     |
| Felix Großschartner   | 23/12/1993 | Áustria       | Bora-Hansgrohe                     |
| Marco Haller          | 01/04/1991 | Áustria       | Team Bahrain Victorious            |
| Sergio Higuita        | 01/08/1997 | Colômbia      | EF Education-NIPPO                 |
| Jai Hindley           | 05/05/1996 | Austrália     | Team DSM                           |
| Lennard Kämna         | 09/09/1996 | Alemanha      | Bora-Hansgrohe                     |
| Wilco Kelderman       | 25/03/1991 | Países Baixos | Bora-Hansgrohe                     |
| Jonas Koch            | 25/06/1993 | Alemanha      | Intermarché-Wanty-Gobert Matériaux |
| Patrick Konrad        | 13/10/1991 | Áustria       | Bora-Hansgrohe                     |
| Martin Laas           | 15/09/1993 | Estónia       | Bora-Hansgrohe                     |
| Luis-Joe Lührs        | 20/01/2003 | Alemanha      | Neoprofissional                    |
| Jordi Meeus           | 01/07/1998 | Bélgica       | Bora-Hansgrohe                     |
| Ryan Mullen           | 07/08/1994 | Irlanda       | Trek-Segafredo                     |
| Anton Palzer          | 11/03/1993 | Alemanha      | Bora-Hansgrohe                     |
| Nils Politt           | 06/03/1994 | Alemanha      | Bora-Hansgrohe                     |
| Lukas Pöstlberger     | 10/01/1992 | Áustria       | Bora-Hansgrohe                     |
| Maximilian Schachmann | 09/01/1994 | Alemanha      | Bora-Hansgrohe                     |
| Ide Schelling         | 06/02/1998 | Países Baixos | Bora-Hansgrohe                     |
| Cian Uijtdebroeks     | 28/02/2003 | Bélgica       | Neoprofissional                    |
| Danny van Poppel      | 26/07/1993 | Países Baixos | Intermarché-Wanty-Gobert Matériaux |
| Aleksandr Vlasov      | 23/04/1996 | Rússia        | Astana-Premier Tech                |
| Matthew Walls         | 20/04/1998 | Reino Unido   | Bora-Hansgrohe                     |
| Frederik Wandahl      | 09/05/2001 | Dinamarca     | Bora-Hansgrohe                     |
| Ben Zwiehoff          | 22/02/1994 | Alemanha      | Bora-Hansgrohe                     |